# École du Chapoly
L'École nouvelle du Chapoly fut créée en 1963 par deux jardinières d'enfants montessoriennes, D. Poireux et F. Jandin, en collaboration avec un groupe de parents fondateurs. Elle est située à Tassin-la-Demi-Lune. À l'heure actuelle, elle se réfère plus spécifiquement au travail engagé dès 1970 en lecture et en mathématiques (apprentissage de la lecture : activité de l'intelligence) avec Sylvia Weirheim (conseillère pédagogique de l'ANEN). Dans la pensée, l'équipe s'inspire des pédagogues tels que Roger Cousinet, Célestin Freinet, Fernand Oury, Anton Makarenko, Gregor Mendel, Pierre Bourdieu, Henri Wallon, etc.

## Démarche pédagogique
Elle est guidée par 3 objectifs : Le développement global de l’enfant, sa socialisation et son autonomie et la formation d’un esprit critique.
La démarche pédagogique est l’ensemble des moyens donnés à chaque enfant pour prendre possession des éléments qui sont nécessaires à sa construction et sa réalisation.
- Les rapports adultes-enfants sont des rapports de responsabilité.
- La vie sociale des enfants est fondée sur l’émulation et la solidarité. L’outil de base de cet apprentissage est l’assemblée.
- Les méthodes actives pratiquées permettent  au savoir de toujours naître dans l’expérience concrète des enfants.

Les apprentissages scolaires s’articulent avec des projets et des ateliers. Des projets permanents : cuisine, jardin. Des projets temporaires : atelier écriture, voyage, projets portés par les enfants.

## Statut
L'école est privée, laïque, sous contrat d'association avec l'État. Elle est gérée paritairement par l'équipe et le groupe parents sous statut association loi de 1901.